# 대한민국 민법 제328조
대한민국 민법 제328조는 점유상실과 유치권소멸에 대한 민법 물권법 유치권상 조문이다.

## 조문
제328조(점유상실과 유치권소멸) 유치권은 점유의 상실로 인하여 소멸한다.

第328條(占有喪失과 留置權消滅) 留置權은 占有의 喪失로 因하여 消滅한다.

Article 328(Loss of Occupation and Lien) The right to occupy under the lien disppears upon loss of occupation.

## 참고 문헌
- 오현수, 일본민법, 진원사, 2014. ISBN 978-89-6346-345-2
- 오세경, 대법전, 법전출판사 , 2014 ISBN 978-89-262-1027-7
- 이준현 , LOGOS 민법 조문판례집, 미래가치, 2015. ISBN 979-1-155-02086-9